# 喬納森·班克斯
喬納森·雷·班克斯（英語：Jonathan Ray Banks，1947年1月31日—），是一位美國男演員。
他的生涯突破來自於飾演電視劇《特警4587》(1987–1990年)中的法蘭克·麥克派克（英語：Frank McPike）警探。他因在電視劇《絕命毒師》（2009-2012年）、其外傳劇集《絕命律師》（2015-2022年）及其續集電影《续命之徒：绝命毒师电影》(2019年)中，飾演殺手和清潔工麥克·艾曼翠岳而廣受好評。
他因在三套劇集中的傑出表現而獲得六次黃金時段艾美獎劇情類最佳男配角提名（1989年、2013年、2015-2017年、2019年），使他成為被提名該獎項類別中唯一一位“在三套劇集皆為主要角色，且其中兩部是同一角色”的演員。
他生涯初期著名出演的電影包括《空前绝后满天飞》（1980年），《48小時》（1982年），《妙探出差》（1984年），《小魔怪》（1984年）和《沸點》（1993年），而最近的電影作品則有《從心開始》（2007年），《陷入泥沼》（2017年），《追命列車》（2018年）和《超人特攻隊2》（2018年）。

## 早年生活和教育
喬納森·雷·班克斯出生於华盛顿哥伦比亚特区，在马里兰州的奇魯姆長大。他由單身母親埃琳娜·亞當斯·班克斯（1917年10月13日－2012年9月16日）撫養長大，她曾在包括中央情报局在內的多個聯邦政府辦公室擔任秘書；她還是幾位高級海軍軍官的私人秘書，包括海軍上將切斯特·威廉·尼米兹。
班克斯畢業於銀泉的諾斯伍德高中，並就讀於印第安納大學布盧明頓分校，他與演員奇雲·格連是大學同學。在大學時期，他與格連一起參與了《三文錢歌劇》的製作。大學畢業後，他加入了《毛髮》的一家巡迴演出公司擔任舞台監督，並前往澳大利亚和新西兰工作。

## 職業生涯

### 1974-1990年
1974年，班克斯搬到洛杉磯居住，他首先在劇院工作，後來才出演電影和電視角色。同樣在1974年，他出演了宣導廣告《琳達談月經》（英語：Linda's Film on Menstruation）。
班克斯早期的電影作品包括《誰能讓雨停》（1978年）、《天才鬼才蠢才》（1978年）、《歸返家園》（1978年）和《歌聲淚痕》（1979年）。
在1970年代末和1980年代初，班克斯出現在不同的電視電影中，例如《疑雲陣陣》（英語：The Girl in the Empty Grave）（1977年）、《亞歷山大：唐的另一面》（1977年）、《派翠西亞·赫茲的磨難》（英語：The Ordeal of Patty Hearst）（1979年）、《霓裳曲》（1979年）、《還我清白》（英語：Rage!）（1980年）和《墨西哥灣大劫殺》（英語：Desperate Voyage）（1980年）。
從1980年到1990年，班克斯出演了電影《阿叔有難》（1980年）、《空前绝后满天飞》（1980年）、《48小時》（1982年）、《紅伶劫》（1982年）、《妙探出差》（1984年）、《小魔怪》（1984年）、《反暴戰士盟》（1984年）、《霹靂保鏢》（1986年）、《狂龍特警》（1987年）和《翻天覆地龍鳳配》（1990年）。
班克斯在1980年代的電視角色包括飾演NBC劇集《黑幫編年史》（1981年）中的杜奇·舒爾茲，以及短命的科學幻想劇集《異界》（1985年）中的主要反派。
班克斯在1987年至1990年出演劇集《特警4587》中的法蘭克·麥克派克（英語：Frank McPike），實現了他職業生涯的突破。他因傑出的表現獲得了黃金時段艾美獎提名。雖然他的角色主要是英雄主角的導師和上級，但故事偶爾也會以麥克派克為英雄主角。

### 1991-2008年
班克斯在1990年代的電影作品包括《末世追魂》（1991年），《沸點》（1993年），《魔鬼戰將2》（1995年），《最後的倖存者》（1995年），《飛寶》（1996年），《星際異形》（英語：Dark Breed）（1996年），《戰爭遺孤》（英語：A Thousand Men and a Baby）（1996年），《迷離世界》（1996年），《魔鬼女律師》（1997年），《千禧戰士》（英語：Millennium Man）（1999年），《傻愛》（1999年），《惡魔行動》（1999年），《Trash》（1999年）和《Outlaw Justice》（1999年）。
班克斯還參演了電視電影，例如《情歌風波》（英語：Body Shot）（1994年）和《魔鬼煞星》（英語：Shadow of Obsession）（1994年）。
1994年，班克斯客串了電視劇集《辯護律師》、《超時空戰將》、《德州騎警》和《魔界奇譚》。
1996年，班克斯在電視電影《特警4587》 中再度飾演法蘭克·麥克派克（英語：Frank McPike）。
班克斯在2000年代的電影作品包括《鱷魚鄧迪在洛杉磯》（2001年），《面對面》（英語：Face to Face）（2001年），《走向深淵的天使》（英語：Downward Angel）（2001年），《私法行動》（2002年），《Jam》（2006年），《從心開始》（2007年）和《驕傲的美國人》（2008年）。
根據配音演員諾蘭·諾斯所說，班克斯最初被考慮在2009年的電子遊戲《秘境探險2：盜亦有道》中飾演佐蘭·拉扎拉維奇（英語：Zoran Lazaravić），但該角色最終由葛拉罕·麥克塔維什飾演。

### 2009年至今
2009年，班克斯在《絕命毒師》第二季開始飾演麥克·爾曼特勞。他在第三、第四和第五季成為了主要演員。由於他的傑出表現，他在2013年黃金時段艾美獎頒獎典禮上獲得了劇情類最佳男配角提名。2015年，他在《絕命毒師》衍生劇《絕命律師》中作為主要演員再次飾演麥克·爾曼特勞。他在2015、2016、2017和2019年的艾美獎頒獎典禮上四度被提名劇情類最佳男配角。
班克斯在2010年代的電影作品包括《盜冒者肥花》（2013年），《子彈》（2014年），《呢班波士仲抵死！》（2014年），《生命保險》（2016年），《追命列車》（2018年）和《超人特攻隊2》（2018年）。
班克斯在NBC情景喜剧《废柴联盟》第五季中飾演常設角色巴茲·希基（英語：Buzz Hickey）。
2015年，班克斯在電子遊戲《蝙蝠俠：阿卡漢騎士》中為占士·哥頓配音，並作為客串角色出演《流言終結者》中的“Supernatural Shooters”一集。
班克斯在2017年的電影《泥土之界》中飾演主要反派帕皮·麥卡倫（英語：Pappy McAllan）。他與電影中的其他演員一起在第24屆美國演員工會獎中獲提名最佳集體演出獎。
2020年，班克斯作為主角的父親比爾·墨菲（英語：Bill Murphy），在第四季加入Netflix動畫劇集《福是全家福的福》的演員陣容。

## 個人生活
班克斯於1968年與他的第一任妻子瑪妮·福施（英語：Marnie Fausch）結婚。在1970年離婚前，他們育有一女。他於1990年與他的第二任妻子格內拉·岡薩雷斯·塞比安（英語：Gennera Gonzalez Cebian）結婚。他們育有一對異卵雙胞胎，以及一個來自這段婚姻的繼女。
班克斯於2016年4月取得印第安纳大学榮譽博士學位。他的房屋在2018年的伍爾西大火中被毀。

## 獲獎與提名
| 年份 | 獎項                   | 類別                                        | 提名作品     | 結果 |
| ---- | ---------------------- | ------------------------------------------- | ------------ | ---- |
| 1989 | 黃金時段艾美獎         | 最佳劇情類劇集男配角                        | 《特警4587》 | 提名 |
| 1990 | VQT獎                  | 最佳優質劇情類劇集男配角 （英語：Best Supporting Actor in a Quality Drama Series）         | 《特警4587》 | 提名 |
| 2012 | 美國演員工會獎         | 最佳劇情類劇集整體演出                      | 《絕命毒師》 | 提名 |
| 2013 | 評論家選擇電視獎       | 最佳劇情類劇集男配角                        | 《絕命毒師》 | 提名 |
| 2013 | 黃金時段艾美獎         | 最佳劇情類劇集男配角                        | 《絕命毒師》 | 提名 |
| 2013 | 土星獎                 | 最佳電視男配角                              | 《絕命毒師》 | 獲獎 |
| 2013 | 美國演員工會獎         | 最佳劇情類劇集整體演出                      | 《絕命毒師》 | 提名 |
| 2014 | 美國演員工會獎         | 最佳劇情類劇集整體演出                      | 《絕命毒師》 | 獲獎 |
| 2015 | 評論家選擇電視獎       | 最佳劇情類劇集男配角                        | 《絕命律師》 | 獲獎 |
| 2015 | 黃金時段艾美獎         | 最佳劇情類劇集男配角                        | 《絕命律師》 | 提名 |
| 2016 | 黃金時段艾美獎         | 最佳劇情類劇集男配角                        | 《絕命律師》 | 提名 |
| 2016 | 卫星奖                 | 最佳男配角——劇集、迷你劇或電視電影          | 《絕命律師》 | 提名 |
| 2017 | 黃金時段艾美獎         | 最佳劇情類劇集男配角                        | 《絕命律師》 | 提名 |
| 2017 | 卫星奖                 | 最佳男配角——劇集、迷你劇或電視電影          | 《絕命律師》 | 提名 |
| 2018 | 美國演員工會獎         | 最佳電影整體演出                            | 《陷入泥沼》 | 提名 |
| 2019 | 黃金時段艾美獎         | 最佳劇情類劇集男配角                        | 《絕命律師》 | 提名 |
| 2019 | 土星獎                 | 最佳電視男配角                              | 《絕命律師》 | 提名 |
| 2019 | 美國演員工會獎         | 最佳劇情類劇集整體演出                      | 《絕命律師》 | 提名 |
| 2021 | 評論家選擇電視獎       | 最佳劇情類劇集男配角                        | 《絕命律師》 | 提名 |
| 2021 | 土星獎                 | 最佳電視男配角                              | 《絕命律師》 | 提名 |
| 2021 | 美國演員工會獎         | 最佳劇情類劇集整體演出                      | 《絕命律師》 | 提名 |
| 2022 | 荷里活影評人協會電視獎 | 最佳廣播網或有線劇情類劇集男配角 （英語：Best Supporting Actor in a Broadcast Network or Cable Series, Drama） | 《絕命律師》 | 提名 |
| 2022 | 土星獎                 | 最佳廣播網或有線電視劇男配角 （英語：Saturn Award for Best Supporting Actor on Television）     | 《絕命律師》 | 待定 |

## 外部連結
- 喬納森·班克斯在互联网电影资料库（IMDb）上的資料（英文）
- 在AllMovie上喬納森·班克斯的頁面（英文）